# Distrikt Pader
Pader ist ein Distrikt im nördlichen Uganda. Nach dem Zensus von 2002 hatte er 142.320 Einwohner. Die Hauptstadt ist das gleichnamige Pader.

## Lage
Der Distrikt Pader liegt im Zentrum Nordugandas und der Acholi-Subregion. Im Nordwesten grenzt er an den Distrikt Lamwo und im Nordosten an den Distrikt Kitgum, im Osten liegt der Distrikt Agago und im Südosten der Distrikt Otuke, während im Süden die Distrikte Lira und Oyam liegen und er im Westen an den Distrikt Gulu grenzt.

## Allgemeines

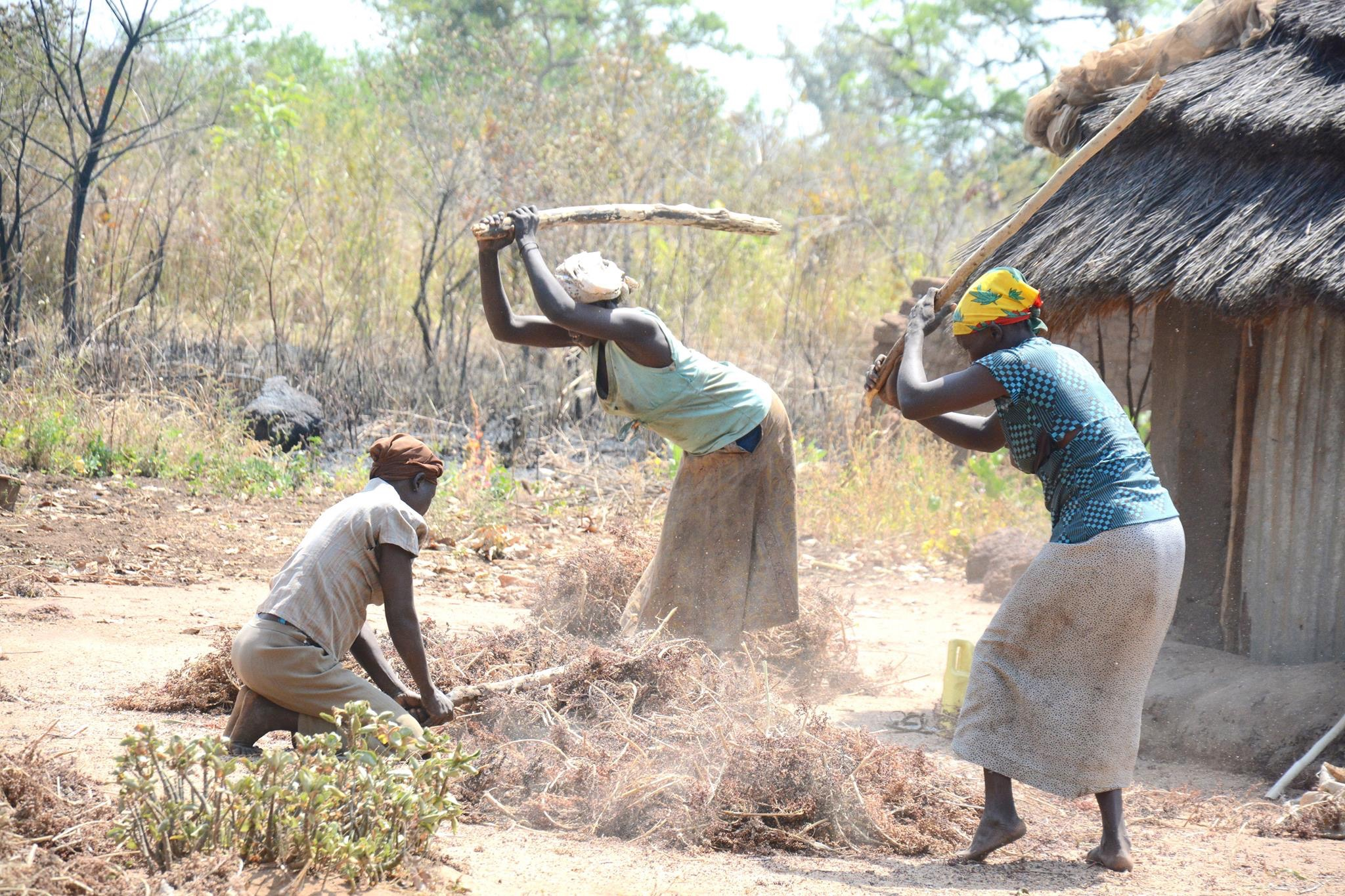
Landwirtschaft im Pader-Distrikt

Pader ist einer der neueren Distrikte Ugandas. Der Distrikt wurde im Jahre 2001 aus dem Distrikt Kitgum abgespalten und vom County zum Distrikt erhoben, er bestand aus den beiden Countys Aruu und Agago. Agago wurde jedoch im Jahre 2010 von Pader getrennt und zu einem eigenen Distrikt erhoben. Zusammen mit den Distrikten Amuru, Agago, Gulu, Lamwo, Nwoya und Kitgum bildet der Distrikt Pader die Subregion Acholi, die den ugandischen Siedlungsraum dieser Volksgruppe umfasst.
Die am weitesten verbreitete Sprache ist das nilotische Luo. Des Weiteren werden auch das verwandte Acholi sowie Swahili gesprochen.

## Bürgerkrieg
Zwischen 1987 und 2008 gab es in Pader wie in weiten Teilen Nordugandas immer wieder Angriffe der Lord’s Resistance Army, was die Vertreibung weiter Teile der Bevölkerung in geschützte Lager oder sichere Landesteile zur Folge hatte. So lebte zu Beginn der 2000er Jahre eine Mehrzahl der Bevölkerung in von der ugandischen Armee geschützten Flüchtlingslagern.
Seit 2005 hat sich die Situation in Pader beruhigt und die Menschen konnten in ihre Dörfer zurückkehren.